# Phyllida Barlow

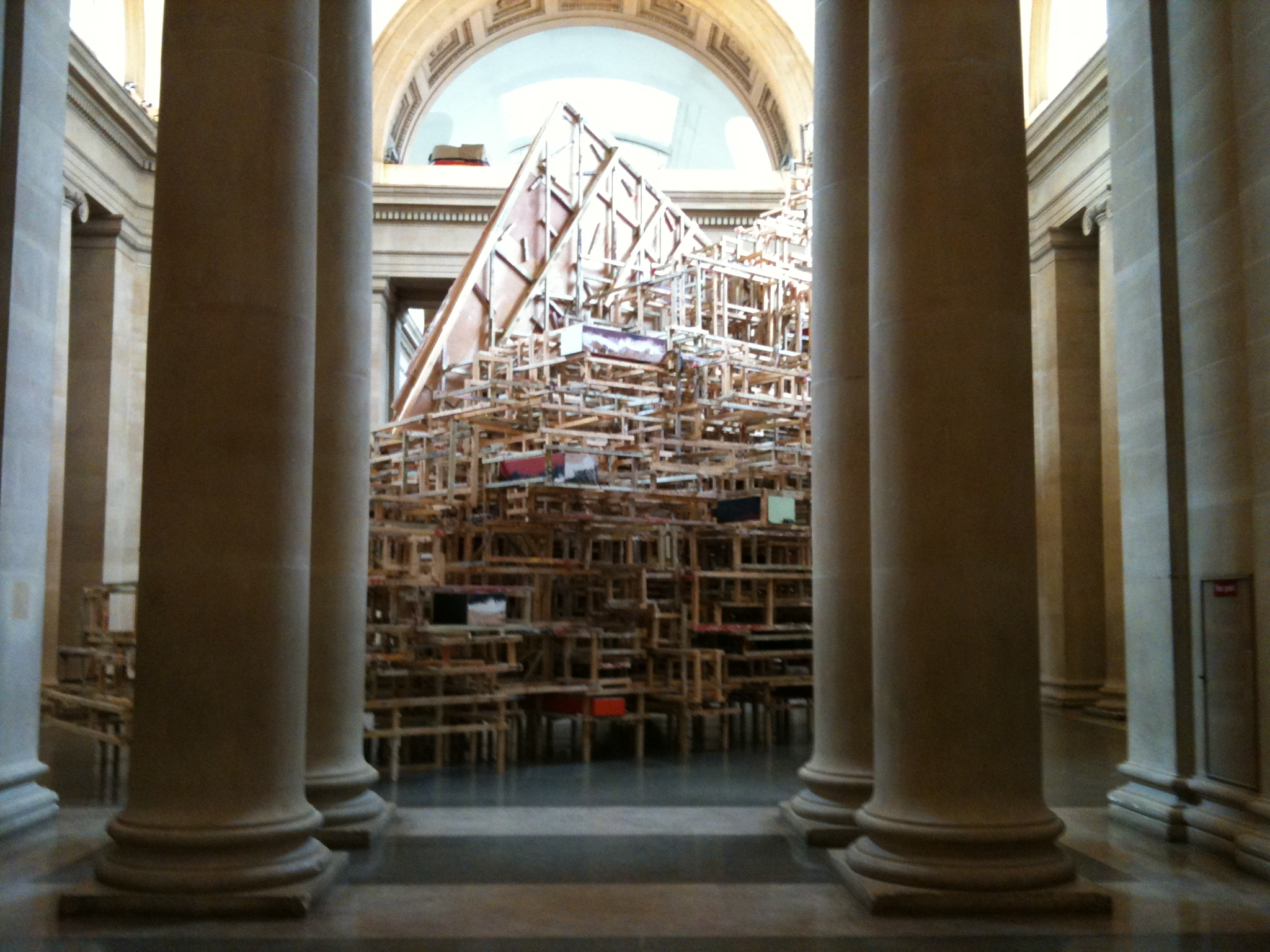
„dock” (2014) w Tate Britain

Phyllida Barlow CBE RA (ur. 4 kwietnia 1944 w Newcastle upon Tyne, Wielka Brytania, zm. 13 marca 2023) – brytyjska artystka wizualna, rzeźbiarka, przez ponad 40 lat profesora sztuki w Chelsea College of Arts i Slade School of Art w Londynie, obecnie Emerytowana Profesora Sztuki / Emerita Professor of Fine Art, odznaczona Orderem Imperium Brytyjskiego.

## Młodość, rodzina i edukacja
Barlow urodziła się w 1944 r.w Newcastle upon Tyne w Anglii. Jej ojcem był Erasmus Darwin Barlow, wnuk Charlesa Darwina. Barlow dorastała w Londynie. Studiowała na Chelsea College of Art (1960–63) w pracowni George Fullard i na Slade School of Art (1963–66) w Londynie.

Między innymi to właśnie Fullard był w stanie mi przekazać, że sam akt tworzenia był przygodą. Rzeźba, która się przewraca lub pęka, jest tak samo ekscytująca, jak ta, która jest doskonale uformowana. Wszystkie akty tworzenia na świecie mogą być splądrowaniem rzeczywistości i zawierać w sobie potencjał przeniesienia jej do studia i adaptacji w sztuce.

{{Cytat}} Gołe linki: "źródło".
W czasie studiów poznała swojego męża, artystę i pisarza Fabiana Benedicta Peake, syna Mervyn Peake, autora m.in. utworu Gormenghast. The Independent nazwał ich „brytyjską dynastią sztuki”. Mają pięcioro dzieci, w tym artystę Eddie Peake i artystkę performance’u Florence Peake.

## Kariera artystyczna
Po skończeniu studiów od wczesnych lat 60. do 2009 roku Barlow uczyła rzeźby przez ponad 40 lat na różnych uczelniach, m.in.: West of England College of Art obecnie University of the West of England, Bristol i na Slade School of Art. Zainteresowała się wówczas materiałami codziennego użytku, takimi jak karton, styropian, tkanina i cement, tworząc z nich abstrakcyjne dzieła, jednocześnie nadając im uszlachetniające znaczenia. Od tego czasu tworzy instalacje rzeźbiarskie, w których widzowie mogą zastanowić się nad dziełem oraz zgłębić sens materiału i procesy użyte do jego powstania, co stanie się główną motywacją jej praktyki artystycznej.
Barlow w czasie pracy akademickiej na Slade School of Art miała wpływ na pokolenia młodszych artystów: jej studentkami były m.in. docenione artystki, które otrzymały lub były nominowane do Nagrody Turnera, jak Rachel Whiteread czy Ángela de la Cruz.
W 2011 została przyjęta do Akademii Królewskiej uzyskując tytuł Royal Academician, a w 2015 otrzymała królewskie odznaczenie za służbę sztuce („service for art”) New Year Honours.
W 2009 postanowiła zrezygnować z uczenia na rzecz poświęcenia się własnej pracy twórczej. Przełom w karierze artystycznej Barlow nastąpił w 2010 roku, po wystawie w Serpentine Gallery w Londynie, a następnie współpracy z Hauser&Wirth.
W 2017 reprezentowała Wielką Brytanię na 57 Biennale Sztuki w Wenecji.
W 2019 deklarowała:

Rzeźba jest niezręczną i prowokacyjną dyscypliną, nieustannie i uporczywie kwestionującą samą siebie.

{{Cytat}} Gołe linki: "źródło".
12 czerwca 2021 w dniu 85 urodzin Królowej Elżbiety, Phyllida Barlow otrzymała tytuł Dame Commander Orderu Imperium Brytyjskiego – Dame Phyllida Barlow.

## Prace
Monumentalne dzieła Barlow to połączenie zabawy i onieśmielenia widza. Artystka maluje pozornie niedbale swoje rzeźby, niemal nawiązując do dziecięcych zabawek, co kontrastuje z industrialnymi materiałami i skalą jej prac. Jej rzeźby górują nad widzem niczym ogromne formy z drewna, tektury, płyt i gipsu. Bawi się masą, skalą, objętością i wysokością; co tworzy napięcie w jej realizacjach, które sprawiają wrażenie jednocześnie nieznośnie ciężkich i lekkich jak powietrze. W obecności jej rzeźby traci się sens przedmiotu a widzowie są jakby wchłonięci w otoczenie wokół jej prac. Barlow nie ukrywa przed widzem swojego procesu i wyborów materiałowych, eksponuje każdy szczegół.
Najbardziej znana jest ze swoich kolosalnych projektów rzeźbiarskich, używając „charakterystycznego słownika” niedrogich materiałów, takich jak sklejka, karton, gips, cement, tkanina i farba, za pomocą których tworzy zaskakujące ogromnej skali rzeźby. Czerpiąc z arsenału wiedzy i kontekstu zwykłych przedmiotów z jej otoczenia, praktyka Barlow jest zakorzeniona w tradycji antymonumentalnej, charakteryzującej się fizycznym doświadczeniem pracy z materiałami, które artystka przekształca poprzez procesy nakładania warstw, akumulacji i zestawiania. Jej konstrukcje rzeźbiarskie są często pomalowane na zewnątrz w szybki, wyglądający na niestaranny sposób z użyciem przemysłowych lub syntetycznych kolorów, co skutkuje powstaniem abstrakcyjnych, pozornie niestabilnych form.

Może za mało myślę o pięknie w swojej pracy, ponieważ jestem tak ciekawa innych cech, abstrakcyjnych cech czasu, ciężaru, równowagi, rytmu; zapadnięte i zmęczone kontra proste, dynamiczne pojęcia ułożenia, czy stanu, w którym coś może się znajdować. Czy obiekty się powiększają czy kurczą, podnoszą, czy opadają, czy elementy instalacji składają się lub rozkładają?

{{Cytat}} Gołe linki: "źródło".
Barlow jest także autorką dzieł malarskich, które nazywa „rysunkami rzeźbiarskimi” – tworzyła je przez całe życie jako artystka rzeźbiarka, zachęcona do tych praktyk przez artystę i rzeźbiarza Henriego Moore, w ramach swojego programu nauczania w Chelsea College of Arts.

## Literatura
- Paul Schimmel: Revolution in the Making: Abstract Sculpture by Women 1947-2016. Londyn: Skira Editore, 2016. ISBN 978-88-572-3065-8. Brak numerów stron w książce
- Sara Harrison: Phyllida Barlow: Fifty Years of Drawings. Hauser and Wirth, 2014. ISBN 978-3-03764-366-2. Brak numerów stron w książce
- Frances Morris: Phyllida Barlow: Sculpture 1963-2015. Hatje Cantz, 2015. ISBN 978-3-7757-4011-1. Brak numerów stron w książce

## Wystawy solowe
2012 – Ludwig Forum für Internationale Kunst, „BRINK”, Akwizgran, Niemcy.
2013-2014 – Norton Museum of Art, „HOARD”, West Palm Beach FL. Była to trzecia wystaw z serii RAW – Recognition of Art by Women – wspierana przez Leonard i Sophie Davis Fund/MLDauray Arts Institute.
2014 – Tate Britain, Komisja Galerii Duveen, „Phyllida Barlow. dock”, Londyn, Wielka Brytania.
2015 – Fruitmarket Gallery, „set”, Edynburg, Wielka Brytania
2016 – Kunsthalle Zürich, „demo”, Zurych, Szwajcaria
2016 – Hepworth Wakefield
2017 – La Biennale di Venezia, Phyllida Barlow. Szaleństwo, Pawilon Brytyjski na 57. Międzynarodowej Wystawie Sztuki”, Wenecja, Włochy
2018 – tilt, Hauser & Wirth, Nowy Jork
2018/2019 – rekwizyt, High Line Art, Nowy Jork
2018 – Phyllida Barlow: Kamieniołom, Jupiter Artland, Edynburg, Szkocja
2019 – cul-de-sac, Królewska Akademia Sztuk Pięknych, Gabrielle Jungels-Winkler Galleries.

## Nagrody
- 2021 – nagroda królowej, Dame Commander of the Order of the British Empire in the Queen’s Birthday Honours in 2021[28][29]
- 2019 – Nagroda dla artystki zagranicznej, Nagroda Sztuki im. Marii Anto i Elsy von Freytag-Loringhoven, Warszawa, Polska[30][5][31]
- 2016 – nominowana do inauguracyjnej Nagrody Hepworth / Hepworth Prize, pierwszej nagroda rzeźbiarskiej w Zjednoczonym Królestwie, Wielka Brytania, otrzymał nagrodę People’s Choice Award, na którą głosowali zwiedzający wystawę[20]
- 2014 – Townsend Lecture, Slade School of Fine Art, London, UK[32][5]
- 2012 – Aachener Kunstpreis, Aachen, Niemcy[33][34]
- 2012 – Award za najbardziej znaczący wkład w rozwój sztuki współczesnej, Arsenale Awards, Kiev Biennale, Ukraina[35][5]
- 2011 – Royal Academician, The Royal Academy of Arts, Londyn, Wielka Brytania[36][5]
- 2007 – Award to an Individual Artist, Paul Hamlyn Foundation, Londyn, UK[37][5]
- 2006 – The Dupree Family Award to a Woman Artist, The Royal Academy of Arts, London, UK[37][5]
- 2003 – Dean’s Award, University College London, UK[37][5]
- 2003 – Henry Moore Foundation Award for Black Dog Publishing Monograph[37][5]
- 1996 – Dean’s Award, University College London, UK[37][5]
- 1995 – Elephant Trust Award, Museum of Installation, London, UK[37][5]